# Mała Nieszawka
Mała Nieszawka (deutsch Klein Niszewken, amtlich 1904–1920 Klein Nessau) ist ein Dorf und Schulzenamt der Landgemeinde Wielka Nieszawka im Powiat Toruński der Woiwodschaft Kujawien-Pommern in Polen. Es hatte 2011 etwa 2200 Einwohner. Im Norden des Ortes liegen die Reste der Ordensburg Nessau.

## Geographie
Der Ort grenzt im Osten und Südosten an den Stadtteil Podgórz von Toruń (Thorn) und im Westen an Wielka Nieszawka (Groß Nessau), den Hauptort der Gemeinde. Es liegt auf dem Südufer der Weichsel mit der Bromberger Vorstadt und der Thorner Altstadt am jenseitigen Ufer. Im Süden des Dorfs liegen ausgedehnte Waldgebiete. Die Stronsker Kämpe im Nordosten der Gemarkung war eine ehemalige Insel. Westlich anschließend liegt der ehemalige Wohnplatz Schloß Nessau.
Das heutige Mała Nieszawka entstand aus den ehemaligen Landgemeinden Klein Nessau, Ober Nessau (mit Schloß Nessau und Stronsk) und Kostbar. Die Straße (heute DW273) von Podgorz nach Schirpitz (polnisch Cierpice) trennte die Orte Klein Nessau (südlich) und Kostbar (nördlich der Straße). Ober Nessau lag westlich, hatte aber auch Wohnplätze östlich der beiden anderen Orte.

## Geschichte

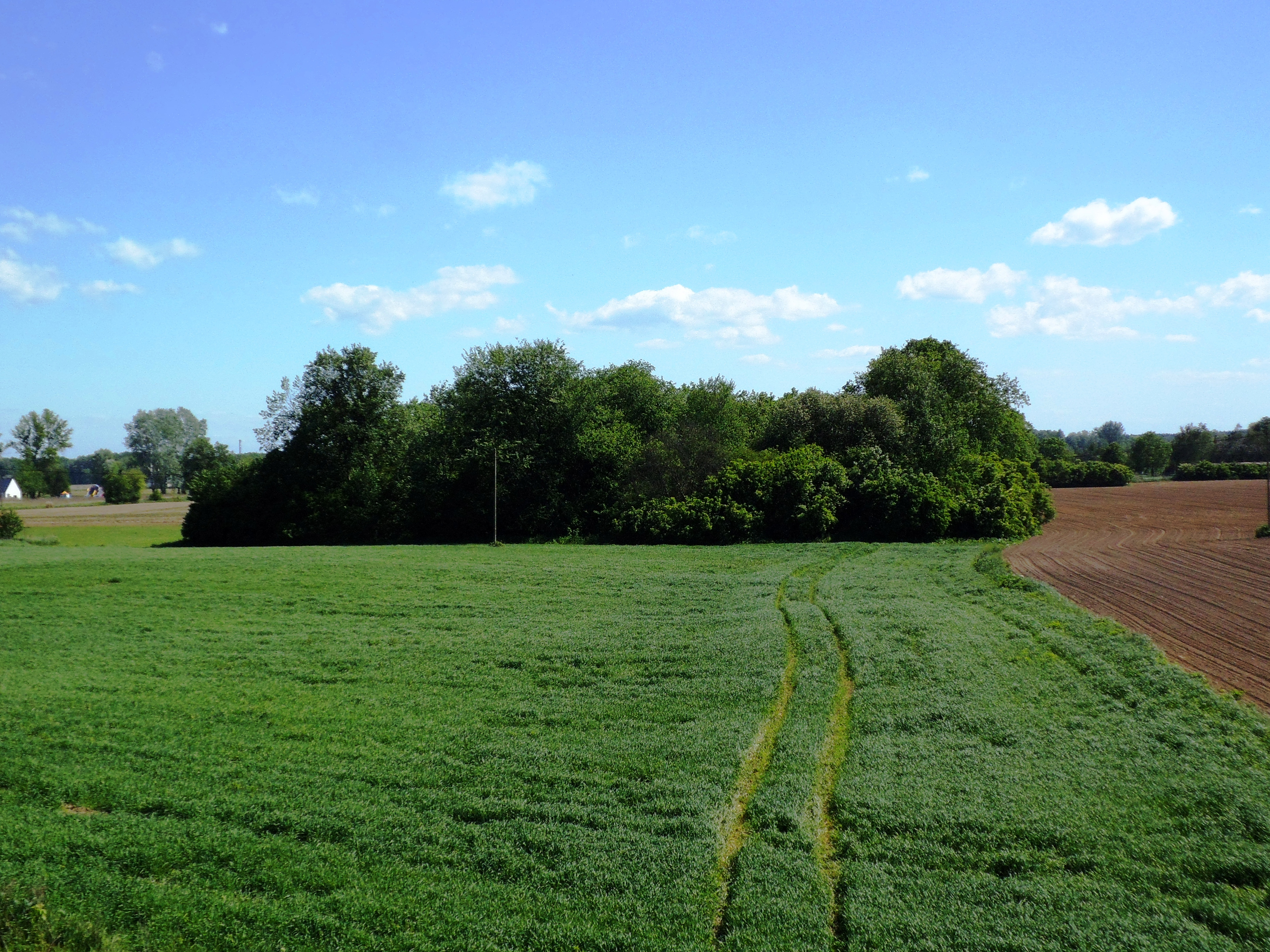
Wäldchen mit den Resten der Ordensburg Nessau

Konrad von Masowien schenkte 1230 dem Deutschen Orden das Gebiet Nessau mit der Burg Vogelsang auf dem linken Weichselufer. Von der Ordensburg Nessau verwaltete der Orden den gleichnamigen Komturei-Bezirk Nessau. Nach der Schlacht bei Tannenberg wurde die Burg polnische Grenzburg und verfiel nach dem Bau der benachbarten Grenzfestung Dybów durch Władysław II. Jagiełło in den 1420er Jahren. Der Ort Dybów (Diebau oder Alt Nessau), später Podgórz, kam als Podgorz  an Preußen.
Das Dorf entstand 1750 auf dem Areal der Starostei Dybów. Ursprünglich Duliniewo, Dulienewo und 1780 Dulewo erhielt er nach der Annexion durch Preußen den deutschen Namen Klein Niszewken und bekam den Status einer Landgemeinde. Im Jahr 1904 erfolgte die Umbenennung in Klein Nessau. Im folgenden Jahr zählte das Dorf im Amtsbezirk Groß Nessau 210 Einwohner.
Kozibór wurde 1870 in Kostbar umbenannt, ein Name, unter dem der Ort 1364 erstmals erwähnt wurde. Die Landgemeinde hatte 1905 130 Einwohner. Nieschewska (Nieszawka) wurde 1870 in Ober Nessau umbenannt. Die Landgemeinde hatte 1905 304 Einwohner. Die Landgemeinde Stronsk kam 1901/1904 als Wohnplatz zur Landgemeinde Ober Nessau. Stronsk hatte 1905 18 Einwohner. Das Avesche Vorwerk, später Klein Niszewken und zuletzt Vorwerk Niszewken war ursprünglich ein selbständiger Gutsbezirk wurde als Wohnplatz Schloß Nessau ebenfalls in die Landgemeinde eingegliedert. Es hatte 1905 zehn Einwohner.
Aufgrund der Bestimmungen des Versailler Vertrags wurde das Gebiet um Thorn mit dem Polnischen Korridor 1920 an die Zweite Polnische Republik abgetreten. Klein Nessau erhielt den amtlichen Namen Mała Nieszawka. Nach dem Überfall auf Polen im September 1939 kam der Ort bis Anfang 1945 zum Landkreis Thorn, Provinz Danzig-Westpreußen im Regierungsbezirk Marienwerder.
Im Zuge der Verwaltungsreformen 1938 und 1945 kamen Kozibór und Nieszawka zu Mała Nieszawka. Im Jahr 1945 wurde das Dorf Sitz der Landgemeinde Podgórz, die 1954 in vier Gromadas aufgelöst wurde. Im Jahr 1973 wurde die Landgemeinde Wielka Nieszawka gebildet, die von 1975 bis 1998 zur Woiwodschaft Toruń gehörte, der Powiat war in dieser Zeit aufgelöst.

## Kulturdenkmale
Die Reste der Ordensburg Nessau wurden 1935 unter Schutz gestellt. 
Die ehemalige Holzkirche der Mennoniten von 1890 dient als katholische Kirche.

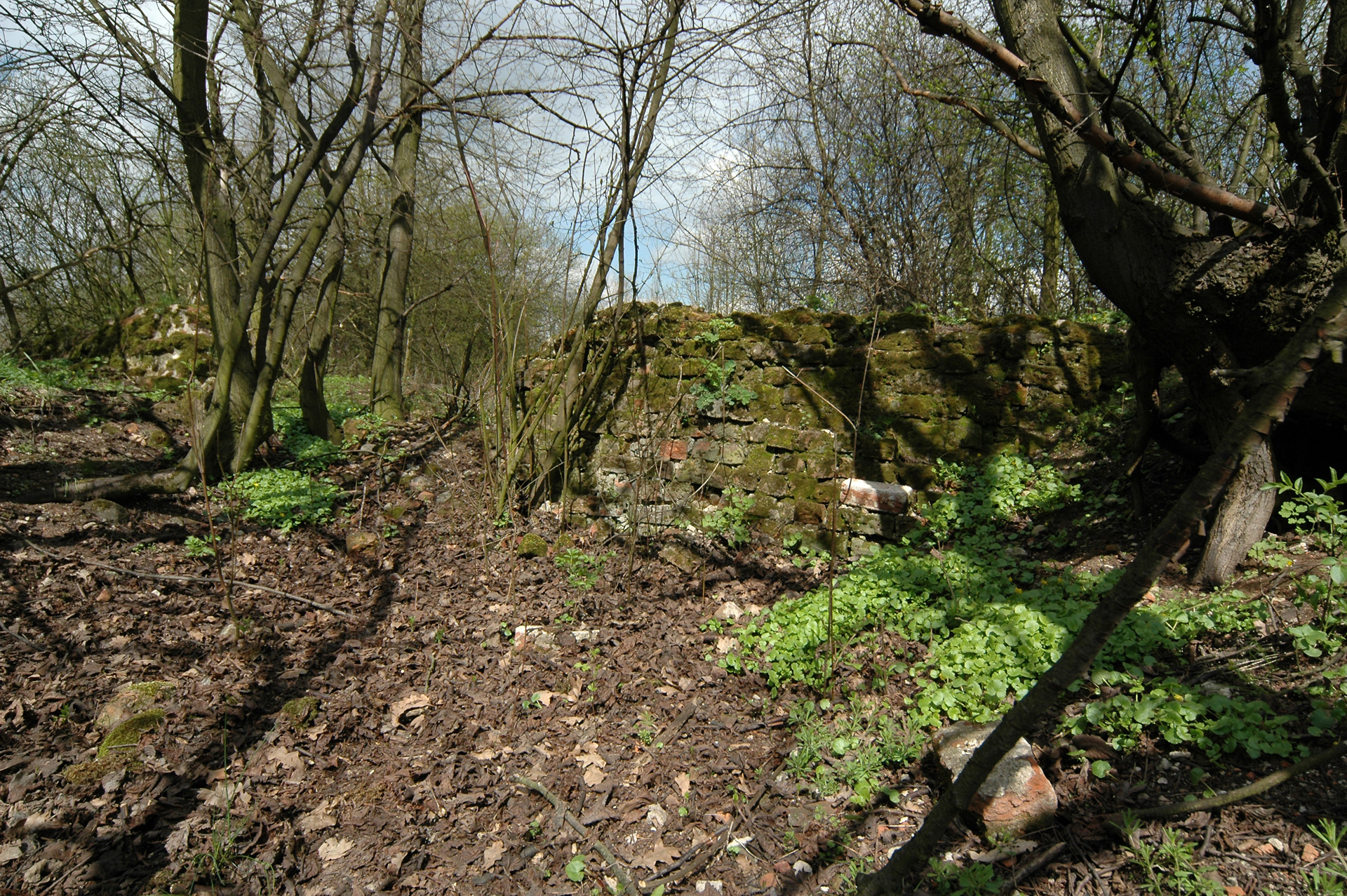
Reste der Ordensburg
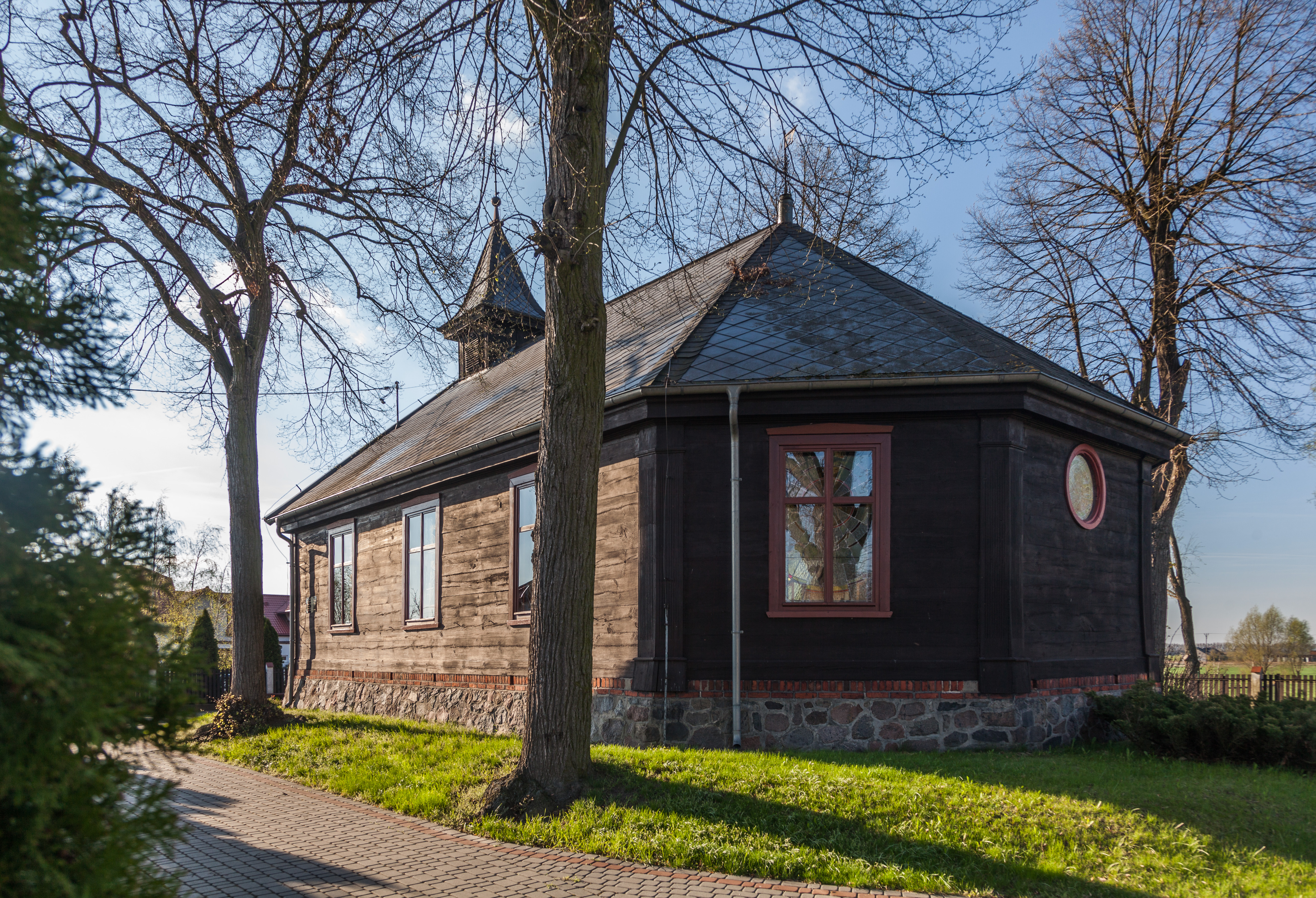
Ehemalige Kirche der Mennoniten
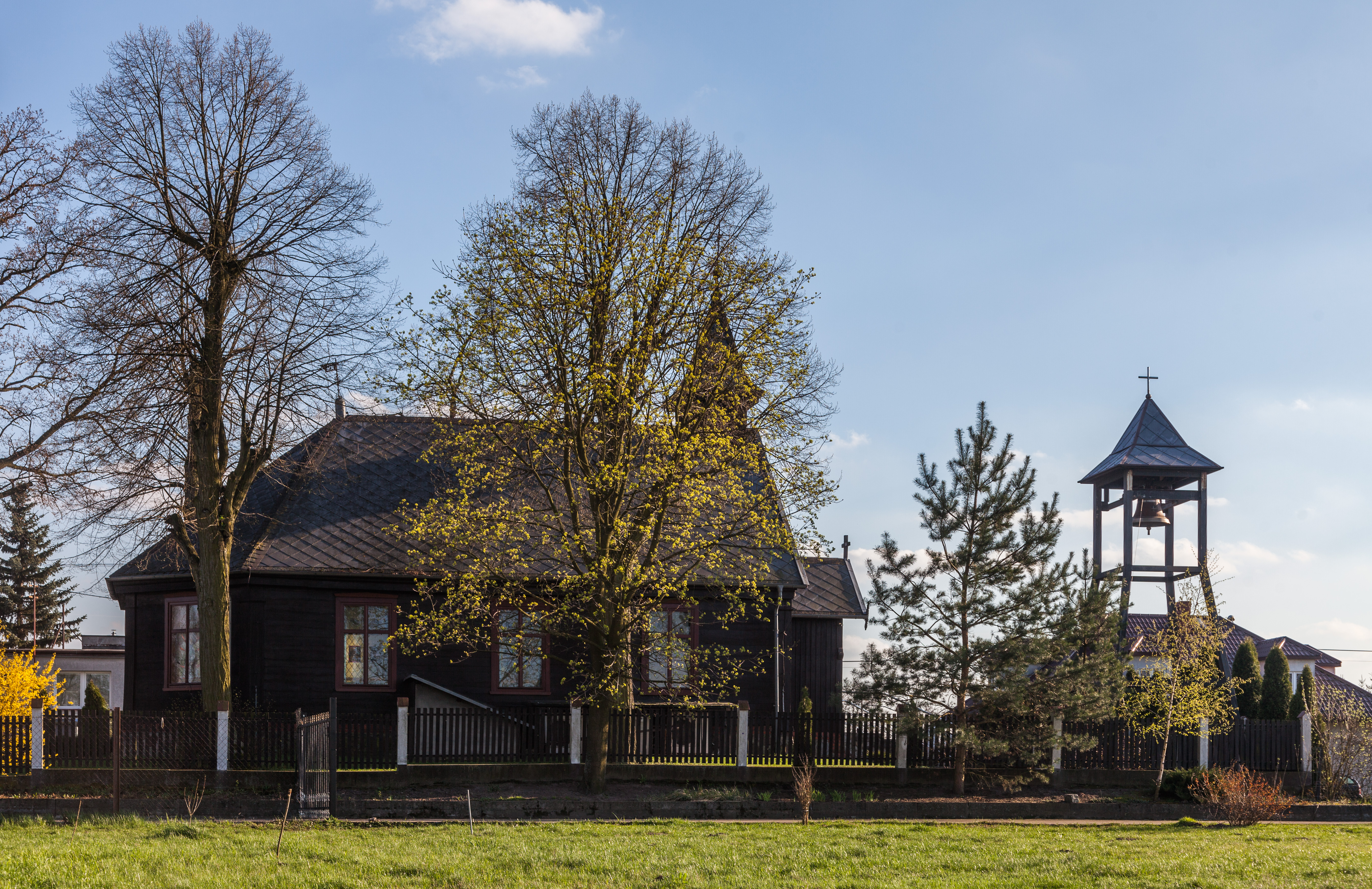
Hinzugefügter Glockenträger

## Verkehr
Im Süden des Orts besteht eine Auffahrt auf die Fernstraßen S10 und DK15. Die DW273 verbindet die Orte der Landgemeinde mit Podgórz (Toruń), eine weitere Verbindung ist die DW257.
Der Hauptbahnhof Toruń liegt vier Kilometer östlich des Orts.